# Коритувата

Коритува́та — село в Україні, у Самгородоцькій сільській громаді Хмільницького району Вінницької області.